# ریکا ایزومی
ریکا ایزومی (انگلیسی: Rika Izumi؛ زادهٔ ۱۱ اکتبر ۱۹۸۸) یک هنرپیشه اهل ژاپن است.